# Junior Eyamba
Junior Flor Eyamba (* 27. Juni 2001 in Schlieren) ist ein Schweizer Fussballspieler.

## Karriere
Eyamba begann seine Karriere beim FC Zürich. Zur Saison 2019/20 rückte er in das Kader der zweiten Mannschaft der Zürcher, für die er in jener Saison zu sechs Einsätzen in der drittklassigen Promotion League kam. Nach der Saison 2019/20 verliess er den FCZ. Nach einem Halbjahr ohne Verein wechselte Eyamba im Februar 2021 nach Deutschland zur Reserve von Bundesligist SC Freiburg. Für diese spielte er sechsmal in der Regionalliga, als Meister der Gruppe Südwest stieg er mit Freiburg II in die 3. Liga auf. Den Aufstieg machte der Angreifer aber nicht mit, er verliess Freiburg bereits nach der Saison 2020/21 wieder.
Nach erneut einem halben Jahren Vereinslosigkeit kehrte Eyamba im März 2022 in die Schweiz zurück und schloss sich dem Drittligisten SC YF Juventus Zürich an. Für Juventus erzielte er neun Tore in 14 Einsätzen. Zur Saison 2022/23 zog er weiter zur ebenfalls drittklassigen Reserve des BSC Young Boys. Für die Young Boys kam er in zwei Jahren zu 46 Drittligaeinsätzen, in denen er 20 Tore erzielte.
Zur Saison 2024/25 wechselte der Stürmer nach Polen zum Erstligisten Śląsk Wrocław. Dort gab er im August 2024 in der Ekstraklasa gegen Korona Kielce sein Profidebüt. In Wrocław konnte er sich aber nicht durchsetzen, bis zur Winterpause absolvierte er nur drei Spiele im polnischen Oberhaus. Im Januar 2025 wechselte er daraufhin zum österreichischen Zweitligisten SC Austria Lustenau, bei dem er einen bis 2026 laufenden Vertrag erhielt. Für Lustenau lief er dreimal in der 2. Liga auf. Im Juli 2025 wurde sein Vertrag bei der Austria aufgelöst.